# Ma'abat
Ma'abat (Maabat) ist ein osttimoresischer Ort, Suco und Aldeia im  Verwaltungsamt Manatuto (Gemeinde Manatuto).

## Der Ort
Der Ort Ma'abat liegt im Nordosten des Sucos, auf einer Meereshöhe von 29 m. Er ist Teil der Stadt Manatuto.

## Der Suco
Im Suco leben 904 Einwohner (2022), davon sind 460 Männer und 444 Frauen. Im Suco gibt es 176 Haushalte. Über 76 % der Einwohner geben Galoli als ihre Muttersprache an. Über 18 % sprechen Tetum Prasa, Minderheiten Habun, Tetum Terik, Makasae, Mambai, Idaté oder Kairui.
Vor der Gebietsreform 2015 hatte Ma'abat eine Fläche von 31,68 km². Nun sind es 29,47 km². Der Suco liegt an der Nordküste von Manatuto, an der Baía de Lanessana. Westlich liegt der Suco Sau und südlich der Suco Aiteas. Im Osten grenzt Ma'abat an das Verwaltungsamt Laleia mit seinem Suco Lifau. Mehrere kleine Flüsse fließen im Suco während der Regenzeit nach Norden und bilden kurz vor der Mündung in die Straße von Wetar die Lagoa Lamessana. Die Grenze zu Laleia bildet der Fluss Dolacuain.
Entlang der Küste im Norden des Sucos führt die Überlandstraße von Dili nach Baucau. Sie ist eine der wichtigsten Verkehrsverbindungen des Landes. Der Ostteil der Stadt Manatuto reicht im Nordwesten von den Sucos Aiteas und Sau aus nach Ma'abat hinein. Die Stadt besteht aus mehreren Orten. Auf dem Gebiet von Ma'abat liegen Ma'abat, Soraha, Aitehen und Berato, sowie der Hügel Santo António de Manatuto. Weiter östlich liegt das Dorf Umasau. Der Ort Dadean Huhun liegt nahe der Küste auf halbem Weg zwischen Manatuto und dem Lagoa Lamessana.
Im Suco befinden sich die zwei Aldeias Ma'abat und Soraha.

## Politik
Bei den Wahlen von 2004/2005 wurde João da Silva zum Chefe de Suco gewählt und 2009 in seinem Amt bestätigt. Bei den Wahlen 2016 gewann António Coli de S. Soares.

## Wirtschaft
Seit Januar 2011 produziert in Ma'abat die Belak Salt Company in einer Fabrik Kochsalz.